# Valeriodes olivascens
Valeriodes olivascens là một loài bướm đêm trong họ Noctuidae.